# Tri-City Americans
Die Tri-City Americans sind eine Eishockeymannschaft aus Kennewick, einem Teil der Tri-Cities im US-Bundesstaat Washington. Das Team spielt seit 1988 in einer der drei höchsten kanadischen Junioren-Eishockeyligen, der Western Hockey League (WHL).

## Geschichte
Die New Westminster Bruins aus der Western Hockey League wurden 1988 nach Kennewick umgesiedelt und in Tri-City Americans umbenannt. Nachdem sie in den ersten acht Jahren ihres Bestehens immer die Playoffs um den Ed Chynoweth Cup erreicht hatte, verpasste die Mannschaft diese in der Saison 1996/97 erstmals. In den anschließenden sechs Jahren erreichten sie die Playoffs nur drei Mal, seit 2003 konnte sich das Team aus Washington jedoch kontinuierlich steigern und erreichte seither stets die Playoffs. Ihr größter Erfolg gelang den Americans mit dem Erreichen des Finales der Western Conference in der Saison 2007/08, in dem sie den Spokane Chiefs in der Best-of-Seven-Serie knapp mit 3:4 Siegen unterlagen. Zudem gewannen sie zwei Mal in Folge (2008 und 2009) die U.S. Division.

## Logos

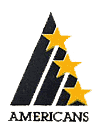
Logo von 1988 bis 1991
Aktuelles Logo seit 2008

## Ehemalige Spieler
Folgende Spieler, die für die Tri-City Americans aktiv waren, spielten im Laufe ihrer Karriere in der National Hockey League: 
- Stu Barnes
- Milan Bartovič
- Alexander Boikow
- Brian Boucher
- Jason Bowen
- Mike Busniuk
- Brandon Carlo
- Eric Comrie
- Kimbi Daniels
- Brad Ference
- Dan Focht
- Scott Gomez
- Olaf Kölzig
- Zenith Komarniski
- Jaroslav Kristek
- Jason LaBarbera
- Daymond Langkow
- Scott Levins
- Bill Lindsay
- Brooks Macek
- Jason Marshall
- Josef Melichar
- Steve Passmore
- Stephen Peat
- Ronald Petrovický
- Chet Pickard
- Carey Price
- Michael Rasmussen
- Terry Ryan
- Terran Sandwith
- Ray Schultz
- Todd Simpson
- Dan Smith
- Sheldon Souray
- Jaroslav Svejkovský
- Billy Tibbetts
- Terry Virtue
- Vladimír Vůjtek
- B. J. Young

### Gesperrte Nummern
Folgende Nummern werden von den Tri-City Americans nicht mehr vergeben:
- 8 Brian Sakic
- 14 Stu Barnes, Todd Klassen
- 33 Olaf Kölzig

## Team-Rekorde

### Karriererekorde
Spiele: 355  Brent Ascroft
Tore: 159  Daymond Langkow
Assists: 297  Brian Sakic
Punkte: 429  Brian Sakic
Strafminuten: 735  Jason Bowen